# Szamosmonostor
Szamosmonostor falu Romániában, Máramaros megyében.

## Fekvése
Máramaros megyében, Nagybánya közelében fekvő település.

## Története
Szamosmonostor (Monostor) nevét 1493-ban említik először Monosthory néven, ami arra utal, hogy ekkor már monostora is volt. A település ekkor a szinéri uradalomhoz tartozott.
1711-ben a falut gróf Károlyi Sándor kapta meg.
A 18. század végén a Károlyi család mellett több családnak is volt itt birtoka; így a báró Apor, Szeleczky, Lossonczy, Mátay, Horváth, Jákó és Szilágyi családok is birtokosai voltak a településnek egészen a 19. század közepéig.
1906-ban a falunak 294 lakosa volt, 57 házban, akik főleg görögkatolikus oláhok voltak. Határa 507 hold volt.

## Nevezetességek
- Görögkatolikus temploma – 1873-ban épült.